# Pardosa xinjiangensis
Pardosa xinjiangensis är en spindelart som beskrevs av Hu och Wu 1989. Pardosa xinjiangensis ingår i släktet Pardosa och familjen vargspindlar. Inga underarter finns listade i Catalogue of Life.